# Madison Motors Corporation
Madison Motors Corporation, vorher Madison Motors Company, war ein US-amerikanischer Hersteller von Automobilen.

## Unternehmensgeschichte
Henry Nyberg betrieb die Nyberg Automobile Works bis zur Auflösung. Cecil Gibson hatte bei der Empire Automobile Company Erfahrungen im Automobilbau gesammelt. Sie gründeten 1915 das gemeinsame Unternehmen Madison Motors Company in Anderson in Indiana. Die Produktion von Automobilen begann, die als Madison vermarktet wurden. Im Oktober 1916 kam es zur Umfirmierung in Madison Motors Corporation. 1918 kam die Produktion zum Erliegen. 1919 entstanden noch drei Fahrzeuge. Insgesamt waren es 453 Fahrzeuge.
Die Bull Tractor Company übernahm das Unternehmen.

## Fahrzeuge
Alle Fahrzeuge hatten einen Sechszylindermotor von der Rutenber Motor Company.
1915 gab es das Modell Dolly. Der Motor war mit 22 PS angegeben. Das Fahrgestell hatte 305 cm Radstand. Aufbauten waren Tourenwagen mit fünf und mit sieben Sitzen sowie ein Roadster mit zwei Sitzen.
1916 wurde daraus das Model 6-40. Die einzige Änderung war die Einführung eines weiteren Tourenwagens.
1917 standen drei Modelle im Sortiment. Die Motoren waren einheitlich mit 24 PS angegeben. Die Radstände und die Aufbauten unterschieden sich. Model 4 hatte 305 cm Radstand und war ein viersitziger Roadster. Model 5 hatte 292 cm Radstand und war als fünfsitziger Tourenwagen karosseriert. Das Model 7 mit 315 cm Radstand war ebenfalls ein Tourenwagen, aber mit sieben Sitzen.
Für das Modelljahr 1918 ist nur der Light Six überliefert. Der Radstand von 292 cm entsprach dem kürzesten Vorjahresmodell. Erhältlich waren fünf- und siebensitzige Tourenwagen und ein viersitziger Roadster.
1919 bestand das Angebot nur aus dem Model 6-19. Motor und Radstand entsprachen dem Light Six. Einzige Aufbau war ein Tourenwagen mit fünf Sitzen.

## Modellübersicht
| Jahr | Modell     | Zylinder | Leistung (PS) | Radstand (cm) | Aufbau                                                                        |
| ---- | ---------- | -------- | ------------- | ------------- | ----------------------------------------------------------------------------- |
| 1915 | Dolly      | 6        | 22            | 305           | Tourenwagen 5-sitzig und 7-sitzig, Roadster 2-sitzig                          |
| 1916 | Model 6-40 | 6        | 22            | 305           | Tourenwagen 5-sitzig und 7-sitzig, Roadster 2-sitzig, Foreign Typ Tourenwagen |
| 1917 | Model 4    | 6        | 24            | 305           | Roadster 4-sitzig                                                             |
| 1917 | Model 5    | 6        | 24            | 292           | Tourenwagen 5-sitzig, Deluxe-Tourenwagen 5-sitzig                             |
| 1917 | Model 7    | 6        | 24            | 315           | Tourenwagen 7-sitzig, Deluxe-Tourenwagen 7-sitzig                             |
| 1918 | Light Six  | 6        | 24            | 292           | Tourenwagen 5-sitzig und 7-sitzig, Roadster 4-sitzig                          |
| 1919 | Model 6-19 | 6        | 24            | 292           | Tourenwagen 5-sitzig                                                          |

## Produktionszahlen
| Jahr  | Produktionszahl |
| ----- | --------------- |
| 1915  | 86              |
| 1916  | 237             |
| 1917  | 127             |
| 1918  | 0               |
| 1919  | 3               |
| Summe | 453             |

Quelle: